# Pierre Fornallaz

Pierre Fornallaz (1983)

Pierre André Fornallaz (* 6. Juli 1924; † 4. September 2011 in Basel) war ein Schweizer Pionier der Solartechnologie.

## Leben
Pierre Fornallaz studierte Maschinenbau, war Direktor der Maschinenfabrik Mikron in Biel. Von 1968 bis 1981 war er Professor für Feintechnik an der Eidgenössischen Technischen Hochschule Zürich. Die Verantwortung des Ingenieurs für Mensch, Umwelt und nachhaltige Entwicklung war ihm ein Anliegen.
1973 organisierte er an der ETH Zürich ein Symposium Technik für oder gegen den Menschen
, unter anderem nach den Ideen des Ökonomen Ernst Friedrich Schumacher.
1974 gehörte Fornallaz zu den Gründern der Schweizerischen Vereinigung für Sonnenenergie (SSES), die er bis 1980 präsidierte. Am 29. März 1980 wurde die SP-Nationalrätin Doris Morf zur Präsidentin der Schweizerischen Vereinigung für Sonnenenergie - SSES gewählt. Sie löste in diesem Amt Professor Pierre Fornallaz ab.
1979 gehörte er zu den Gründern des Ökozentrums Langenbruck, wo er bis 1995 wirkte und dessen Stiftungspräsident er von 1980 bis 1988 war. Ziel war es, praktisch zu zeigen, dass eine nachhaltige ökologische und soziale Wirtschaft möglich ist.
1986 publizierte er seine Erfahrungen im Buch Die ökologische Wirtschaft.
Ab 1995 publizierte er mehrere Arbeiten zu Ökologie, Geldwirtschaft, nachhaltiger Wirtschaft und eine Studie 20 Jahre Ökozentrum Langenbruck.